# Liste der Schachweltmeisterschaften der Frauen
Diese Liste enthält alle offiziellen Schachweltmeisterschaften der Frauen.

## Liste
| Jahr | Ort                      | Siegerin der WM      | Gegner                         | +              | -              | =              | Modus                                          |
| --- | ------------------------ | -------------------- | ------------------------------ | -------------- | -------------- | -------------- | ---------------------------------------------- |
| 1927 | London                   | Vera Menchik         | Turnier mit 12 Teilnehmerinnen | 10             | 0              | 1              | Rundenturnier                                  |
| 1930 | Hamburg                  | Vera Menchik         | Turnier mit 5 Teilnehmerinnen  | 6              | 1              | 1              | Doppelrundenturnier                            |
| 1931 | Prag                     | Vera Menchik         | Turnier mit 5 Teilnehmerinnen  | 8              | 0              | 0              | Doppelrundenturnier                            |
| 1933 | Folkestone               | Vera Menchik         | Turnier mit 8 Teilnehmerinnen  | 14             | 0              | 0              | Doppelrundenturnier                            |
| 1935 | Warschau                 | Vera Menchik         | Turnier mit 10 Teilnehmerinnen | 9              | 0              | 0              | Rundenturnier                                  |
| 1937 | Semmering                | Vera Menchik         | Sonja Graf                     | 9              | 2              | 5              | 16 Partien                                     |
| 1937 | Stockholm                | Vera Menchik         | Turnier mit 26 Teilnehmerinnen | 14             | 0              | 0              | Turnier im Schweizer System                    |
| 1939 | Buenos Aires             | Vera Menchik         | Turnier mit 20 Teilnehmerinnen | 17             | 0              | 2              | Rundenturnier                                  |
| 1950 | Moskau                   | Ljudmila Rudenko     | Turnier mit 16 Teilnehmerinnen | 11,5/15 Punkte | 11,5/15 Punkte | 11,5/15 Punkte | Rundenturnier                                  |
| 1953 | Leningrad                | Jelisaweta Bykowa    | Ljudmila Rudenko               | 7              | 5              | 2              | 14 Partien*                                    |
| 1956 | Moskau                   | Olga Rubzowa         | Turnier mit 3 Teilnehmerinnen  | 10/16 Punkte   | 10/16 Punkte   | 10/16 Punkte   | Rundenturnier – acht Durchgänge                |
| 1958 | Moskau                   | Jelisaweta Bykowa    | Olga Rubzowa                   | 7              | 4              | 3              | 16 Partien*                                    |
| 1959 | Moskau                   | Jelisaweta Bykowa    | Kira Sworykina                 | 6              | 2              | 5              | 16 Partien*                                    |
| 1962 | Moskau                   | Nona Gaprindaschwili | Jelisaweta Bykowa              | 7              | 0              | 4              | 16 Partien*                                    |
| 1965 | Riga                     | Nona Gaprindaschwili | Alla Kuschnir                  | 7              | 3              | 3              | 16 Partien*                                    |
| 1969 | Tiflis und Moskau        | Nona Gaprindaschwili | Alla Kuschnir                  | 6              | 2              | 5              | 16 Partien*                                    |
| 1972 | Riga                     | Nona Gaprindaschwili | Alla Kuschnir                  | 5              | 4              | 7              | 16 Partien*                                    |
| 1975 | Pizunda und Tiflis       | Nona Gaprindaschwili | Nana Alexandria                | 8              | 3              | 1              | 16 Partien*                                    |
| 1978 | Tiflis                   | Maia Tschiburdanidse | Nona Gaprindaschwili           | 4              | 2              | 9              | 16 Partien*                                    |
| 1981 | Bordschomi und Tiflis    | Maia Tschiburdanidse | Nana Alexandria                | 4              | 4              | 8              | 16 Partien*                                    |
| 1984 | Wolgograd                | Maia Tschiburdanidse | Irina Lewitina                 | 5              | 2              | 7              | 16 Partien*                                    |
| 1986 | Sofia und Bordschomi     | Maia Tschiburdanidse | Jelena Achmylowskaja           | 4              | 1              | 9              | 16 Partien*                                    |
| 1988 | Telawi                   | Maia Tschiburdanidse | Nana Iosseliani                | 3              | 2              | 11             | 16 Partien*                                    |
| 1991 | Manila                   | Xie Jun              | Maia Tschiburdanidse           | 4              | 2              | 9              | 16 Partien                                     |
| 1993 | Monaco                   | Xie Jun              | Nana Iosseliani                | 7              | 1              | 3              | 16 Partien                                     |
| 1996 | Jaén                     | Zsuzsa Polgár        | Xie Jun                        | 6              | 2              | 5              | 16 Partien                                     |
| 1999 | Kasan und Shenyang       | Xie Jun              | Alissa Galljamowa              | 5              | 3              | 7              | 16 Partien                                     |
| 2000 | Neu-Delhi                | Xie Jun              | Qin Kanying                    | 1              | 0              | 3              | Turnier im K.-o.-System; im Finale 4 Partien** |
| 2001 | Moskau                   | Zhu Chen             | Alexandra Kostenjuk            | 2+3            | 2+1            | 0              | Turnier im K.-o.-System; im Finale 4 Partien** |
| 2004 | Elista                   | Antoaneta Stefanowa  | Jekaterina Kowalewskaja        | 2              | 0              | 1              | Turnier im K.-o.-System; im Finale 4 Partien** |
| 2006 | Jekaterinburg            | Xu Yuhua             | Alissa Galljamowa              | 2              | 0              | 1              | Turnier im K.-o.-System; im Finale 4 Partien** |
| 2008 | Naltschik                | Alexandra Kostenjuk  | Hou Yifan                      | 1              | 0              | 3              | Turnier im K.-o.-System; im Finale 4 Partien** |
| 2010 | Antakya                  | Hou Yifan            | Ruan Lufei                     | 1+2            | 1              | 2+2            | Turnier im K.-o.-System; im Finale 4 Partien** |
| 2011 | Tirana                   | Hou Yifan            | Koneru Humpy                   | 3              | 0              | 5              | 10 Partien**                                   |
| 2012 | Chanty-Mansijsk          | Anna Uschenina       | Antoaneta Stefanowa            | 1+1            | 1              | 2+1            | Turnier im K.-o.-System; im Finale 4 Partien** |
| 2013 | Taizhou                  | Hou Yifan            | Anna Uschenina                 | 4              | 0              | 3              | 10 Partien**                                   |
| 2015 | Sotschi                  | Marija Musytschuk    | Natalja Pogonina               | 1              | 0              | 3              | Turnier im K.-o.-System; im Finale 4 Partien** |
| 2016 | Lwiw                     | Hou Yifan            | Marija Musytschuk              | 3              | 0              | 6              | 10 Partien**                                   |
| 2017 | Teheran                  | Tan Zhongyi          | Anna Musytschuk                | 1+1            | 1              | 2+1            | Turnier im K.-o.-System; im Finale 4 Partien** |
| Mai 2018 | Shanghai und Chongqing   | Ju Wenjun            | Tan Zhongyi                    | 3              | 2              | 5              | 10 Partien**                                   |
| Nov. 2018 | Chanty-Mansijsk          | Ju Wenjun            | Jekaterina Lagno               | 1+2            | 1              | 2+2            | Turnier im K.-o.-System; im Finale 4 Partien** |
| 2020 | Shanghai und Wladiwostok | Ju Wenjun            | Alexandra Gorjatschkina        | 3+1            | 3              | 6+3            | 12 Partien**                                   |
| 2023 | Chongqing und Shanghai   | Ju Wenjun            | Lei Tinjie                     | 2              | 1              | 9              | 12 Partien**                                   |
| 2025 | Chongqing und Shanghai   | Ju Wenjun            | Tan Zhongyi                    | 5              | 1              | 3              | 12 Partien**                                   |
| *Bei unentschiedenem Ausgang sollte die amtierende Weltmeisterin ihren Titel behalten. **Bei unentschiedenem Ausgang sollte es zusätzliche Partien mit verkürzter Bedenkzeit geben (Tie-Break). |                          |                      |                                |                |                |                |                                                |